# Joannie Laffez
Joannie Laffez (ur. 14 października 1983 w Saint-Martin-Boulogne) – francuska wioślarka.

## Osiągnięcia
- Mistrzostwa Europy – Poznań 2007 – dwójka bez sternika – 4. miejsce[1].